# Showview
El sistema ShowView, desenvolupat per l'empresa GEMSTAR, és una tecnologia d'enregistrament incorporat en aparells gravadors, tals com vídeos domèstics (VHS) o gravadors de DVD. Una combinació de simplicitat i tecnologia que permet a l'usuari gravar programes de TV fàcilment. Per a la utilització d'aquest sistema, només són necessaris una videograbadora o una grabadora de DVD que incorpori la tecnologia i un mitjà imprès que publiqui els números ShowView. Introduint el codi en el comandament a distància, es pot gravar instantàniament o programar l'enregistrament dels programes desitjats. Aquests codis són sèries d'1 a 9 dígits que es corresponen amb els programes de televisió. Els números ShowView es generen mitjançant una fórmula algorítmica que codifica els paràmetres bàsics que s'utilitzen en un enregistrament de video (Dia, canal de TV, hora d'inici, hora de finalització) en una combinació de números única. A l'introduir-lo, el sistema ShowView activa automàticament el comptador de l'aparell grabador: sintonitzant el canal adequat en el moment precís, grava el programa i, quan aquest finalitzi, ho desconnecta del corrent.
Els codis ShowView són un servei editorial standard en els llistats de televisió. Es publiquen en més de 2.000 publicacions en més de 24 països. A Europa, els codis ShowView es troben en pràcticament tots els diaris nacionals i regionals així com en les principals revistes de TV i el teletext. La tecnologia ShowView es va llançar a Europa a principis dels 90 i segueix sent una de les prestacions més apreciades en l'oci domèstic.
Actualment. segons la pàgina oficial de Showview, a Espanya no hi ha publicacions que disposin dels codis de programació.

## PDC (Programme Delivery Control)
No obstant això, igual que amb una programació manual, ShowView no pot predir els canvis en la graella de programació que puguin ocórrer o els retards en les retransmissions per part de les cadenes de TV. Per a això existeix el senyal PDC que permet als canals de TV controlar l'engegada de l'aparell de vídeo.
Programme Delivery Control és un sistema creat per les cadenes de TV per a identificar cada programa durant la seva emissió, assignant-li un senyal especial que el mateix canal emet durant tota l'emissió del programa. Es tracta del senyal PDC, que està composta de variables com el canal TV, la data i l'hora de començament del programa. Un instant abans de l'inici d'aquest, el canal TV envia el corresponent senyal PDC que fa que el vídeo s'engegui i comenci l'enregistrament. Durant l'emissió el senyal PDC és enviada a intervals regulars de 30 segons. Quan el canal TV interrompi l'emissió del senyal PDC el vídeo deixa de gravar i s'apaga automàticament. Així, el sistema PDC ofereix a l'usuari la possibilitat de gravar qualsevol programa encara que sorgeixin alteracions en l'emissió d'aquest, tals com retards, pròrrogues o anul·lacions.